# Stefanos Petrakis
Stefanos Petrakis (* 17. Dezember 1924 in Athen; † 8. Mai 2022) war ein griechischer Leichtathlet.

## Leben
Stefanos Petrakis begann erst spät mit der Leichtathletik. 1948, 1950 und 1952 wurde er griechischer Meister über 100 Meter und vier weitere Male sicherte er sich den nationalen Meistertitel (1951, 1952, 1953 und 1955) über 200 Meter.
Bei den Olympischen Spielen 1948 in London startete Petrakis in den Wettkämpfen über 100, 200 und 400 Meter sowie im Staffellauf über 4-mal 400 Meter. Vier Jahre später ging er bei den Olympischen Spielen von Helsinki im Rennen über 100 und 200 Meter an den Start.
Erfolgreicher war Petrakis bei den Mittelmeerspielen 1951, wo er mit 10,9 s Gold über 100 Meter und Silber mit der 4-mal-100-Meter-Staffel gewann. Auch bei den Mittelmeerspielen 1955 war er mit der Staffel erfolgreich und gewann die Goldmedaille.
Nach seiner Karriere war Petrakis mehrere Jahre Mitglied und Präsident des Gemeinderates von Peristeri.